# Sarah Adler
Sarah Adler (in ebraico: שרה אדלר;; Parigi, 18 giugno 1978) è un'attrice franco-israeliana.

## Biografia
Nata in una famiglia di origini ebraiche, a 10 anni si è trasferita con la madre a Tel Aviv, dove ha frequentato un istituto d'arte senza diplomarsi. A 17 anni si è trasferita a New York, dove ha studiato recitazione al Lee Strasberg Institute e ha fatto il suo debutto cinematografico nel film indipendente Afraid of Everything. Ha fatto il suo debutto da protagonista nel 2004, nel film di Jean-Luc Godard Notre Musique, per cui ha ricevuto una nomination all'European Film Awards per la miglior attrice. Nel 2018 ha vinto l'Ophir Award come migliore attrice per la sua performance in The Cakemaker. È sposata con il regista Raphael Nadjari.

## Filmografia parziale
- Notre Musique, regia di Jean-Luc Godard (2004)
- La maison de Nina, regia di Richard Dembo (2005)
- Marie Antoinette, regia di Sofia Coppola (2006)
- Meduse, regia di Shira Geffen e Etgar Keret (2007)
- Ultimatum, regia di Alain Tasma (2009)
- Pourquoi tu pleures?, regia di Katia Lewkowicz (2011)
- Ana Arabia, regia di Amos Gitai (2013)
- Big Bad Wolves, regia di Aharon Keshales e Navot Papushado (2013)
- Self Made, regia di Shira Geffen (2013)
- Tsili, regia di Amos Gitai (2014)
- The Cakemaker, regia di Ofir Raul Graizer (2017)
- Foxtrot - La danza del destino, regia di Samuel Maoz (2017)
- Il gusto delle cose (La Passion de Dodin Bouffant), regia di Trần Anh Hùng (2023)